# Korytná
Korytná (in tedesco Koritna) è un comune della Repubblica Ceca facente parte del distretto di Uherské Hradiště, nella regione di Zlín.